# Canarana (Bahia)
Canarana is een gemeente in de Braziliaanse deelstaat Bahia. De gemeente telt 25.935 inwoners (schatting 2009).

## Aangrenzende gemeenten
De gemeente grenst aan América Dourada, Barro Alto, Cafarnaum, Ibititá en Lapão.